# Pałac w Kołczygłówkach
Pałac w Kołczygłówkach – pałac we wsi Kołczygłówki.
Obiekt zbudowany w 1868. Od frontu trójosiowy ryzalit zwieńczony trójkątnym frontonem zawierającym kartusz z herbem Putkamerów.
Rezydencja oraz park zostały wpisane do gminnej ewidencji zabytków gminy Kołczygłowy.

Herb Putkamerów